# Ardisia revoluta
Ardisia revoluta är en viveväxtart som beskrevs av Carl Sigismund Kunth. Ardisia revoluta ingår i släktet Ardisia och familjen viveväxter. Inga underarter finns listade i Catalogue of Life.